# Districtul Sidi-Aïch
Sidi-Aïch este un district din provincia Béjaïa, Algeria.